# داروينية ليمونية الرائحة
داروينية ليمونية الرائحة (الاسم العلمي:Darwinia citriodora) هي نوع من النباتات تتبع جنس الداروينية من فصيلة الآسية. تم وصف هذا النوع من النبات علمياً لأول مرة من قبل جورج بنتام وستفان فريدرش إندليشر وكارولوس لينيوس سنة 1865.